# Martin Lings
Martin Lings (Burnage, Lancashire, 24 de janeiro de 1909 — Kent, 12 de maio de 2005) ou Abu Bakr Siraj Ad-Din, foi um escritor inglês. Filiado ao perenialismo, escreveu sobre filosofia da religião, poesia e misticismo muçulmano. Seus trabalhos mais conhecidos são Muhammad: His Life Based on the Earliest Sources, (Maomé: Sua Vida Baseada nas Fontes Primárias), publicado em 1983, e Sabedoria Tradicional & Superstições Modernas, publicado em português em 2015.

## Biografia
Lings nasceu em Burnage, Manchester, em 1909, numa família protestante, e passou grande parte da sua infância nos Estados Unidos por causa do emprego de seu pai. De volta a Inglaterra, Lings frequentou o Clifton College e estudou Letras no célebre Magdalen College, em Oxford, onde foi aluno, e depois amigo, de C. S. Lewis. Depois de se formar em Oxford, Lings foi, em 1935, para a Universidade Vytautas Magnus, na Lituânia, onde ensinou a língua inglesa.

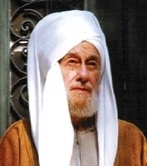
Lings em 2001

Em 1940, viajou ao Cairo, com o objetivo de contactar pessoalmente o intelectual francês René Guénon, que lá vivia. Foi nesta altura que se converteu ao Islão. Na capital do Egito, permaneceu até 1952, como professor da Universidade do Cairo. É desta época também sua amizade com o metafísico suíço Frithjof Schuon.
De volta à Inglaterra em 1952 — como resultado da expulsão de estrangeiros levada a cabo pela revolução nacionalística egípcia liderada pelo coronel Nasser — escreveu sua famosa tese sobre o cheique sufi Ahmad al-Alawi, "A Sufi Saint of the 20th Century", publicada em diversas línguas. De volta a Londres, tornou-se curador de manuscritos orientais do Museu Britânico.
Faleceu em sua casa, em Kent, próximo a Londres.

## Obra
Os cerca de vinte livros que Martin Lings publicou focam em três temas principais, 1. a Perenialismo; 2.a mística islâmica (Sufismo); 3. Interpretações espirituais e esotéricas das peças de William Shakespeare.
Três dos livros de Martin Lings foram publicados no Brasil. O primeiro foi "Sabedoria tradicional e Superstições modernas", seguido de "A Arte Sagrada de Shakespeare". Ele é autor também de uma biografia do Profeta do Islã, baseada em fontes primárias dos séculos oito e nove, bem recebida pela crítica e elogiada no mundo muçulmano. The Islamic Quarterly classificou-o como "uma história fascinante que combina erudição impecável com um sentido raro do valor sagrado do assunto". 

### Livros em inglês
- Splendors of Qur'an Calligraphy And Illumination (2005), Thames & Hudson, ISBN 0500976481
- A Return to the Spirit : Questions and Answers (2005), Fons Vitae, ISBN 1887752749
- Sufi Poems : A Mediaeval Anthology (2005), Islamic Texts Society, ISBN 1903682185
- Mecca: From Before Genesis Until Now (2004), Archetype, ISBN 1901383075
- Sacred Art of Shakespeare : To Take Upon Us the Mystery of Things (1998), Inner Tradition, 0892817178
- A Sufi saint of the twentieth century: Shaikh Ahmad al-°Alawi, his spiritual heritage and legacy (1993), Islamic Texts Society, ISBN 0946621500
- Symbol & Archetype : A Study of the Meaning of Existence (1991, 2006), Quinta Essentia, ISBN 1870196058
- The Eleventh Hour : the Spiritual Crisis of the Modern World in the Light of Tradition and Prophecy (1987), Quinta Essentia, ISBN 0946621071
- Muhammad : His Life Based on the Earliest Sources (1983), Islamic Texts Society, ISBN 0042970423
- The Quranic Art of Calligraphy and Illumination (1976), World of Islam Festival Trust, ISBN 0905035011
- What is Sufism? (1975), University of California Press, ISBN 0520027949
- The Elements, and Other Poems (1967), Perennial Books
- The Underlying Religion (USA, 2007) ISBN 978-1-933316-43-7
- Collected Poems (2002), Archetype, ISBN 1-901383-03-2
- Ancient Beliefs and Modern Superstitions (2001), Archetype, ISBN 1-901383-02-4
- The Secret of Shakespeare : His Greatest Plays seen in the Light of Sacred Art (1998), Quinta Essentia, distributed by Archetype, (hb), ISBN 1-870196-15-5
- The Heralds, and other Poems 1970
- The Book of Certainty: The Sufi Doctrine of Faith, Wisdom and Gnosis Abu Bakr Siraj al Din 1952, 1970, 1992.

### Livros em português
- Sabedoria Tradicional e Superstições Modernas (São Paulo, Polar, 2a edição, 2015.)
- A Arte Sagrada de Shakespeare (São Paulo, Polar, 2a. edição 2016.)
- Muhammad - a vida do Profeta do Islam segundo as fontes mais antigas (São Paulo, Attar Ed., 2010).

O primeiro volume é uma continuação do clássico de René Guénon, "A Crise do Mundo Moderno" (de 1922); crítica ao que ele considera contradições e erros do materialismo e do relativismo que surgiram na modernidade e indica as respostas que o perenialismo (escola de pensamento a que Lings se filiava) oferece para os dilemas contemporâneos. O segundo constitui uma exposição do que seriam, sob sua perspectiva, fundamentos místicos e esotéricos do teatro de Shakespeare, com análise de peça por peça, de Hamlet, Rei Lear e A Tempestade a Othelo.